# Hans-Dieter Schmitz
Hans-Dieter Schmitz (* 13. Oktober 1947) ist ein deutscher Handballtrainer und ehemaliger Handballspieler.
Schmitz trainierte zuletzt den Bergischen HC – von Dezember 2009 bis Mai 2012. Zuvor war er Trainer bei TUSEM Essen. Mit dieser Mannschaft wurde er 1988 DHB-Pokalsieger, 1989 Deutscher Meister und gewann 1989 den Europapokal der Pokalsieger und 2005 EHF-Pokalsieger. Ab der Saison 2015/16 trainiert er den OSC Wölfe Rheinhausen.
Weitere frühere Stationen seiner Karriere waren der OSC Rheinhausen, TSV Bayer Dormagen, LTV Wuppertal und der OSC Thier Dortmund.
Hans-Dieter Schmitz lebt in Moers und ist Diplom-Sportlehrer am Willy-Brandt-Berufskolleg in Duisburg-Rheinhausen. Er ist verheiratet und hat zwei Kinder.